# Paris–Amiens
Das Straßenradrennen Paris–Amiens war ein französischer Radsportwettbewerb für Berufsfahrer, der als Eintagesrennen von 1896 bis 1938 mit Unterbrechungen von Paris nach Amiens im Département de la Somme veranstaltet wurde. Das Rennen hatte 18 Austragungen. Nicht alle Sieger sind bekannt.

## Palmarès
- 1896  Pierre Charlin
- 1897–1899 nicht ausgetragen
- 1900  Claude Chapperon
- 1901  Claude Chapperon
- 1902 ?
- 1903 ?
- 1904  Gustave Garrigou
- 1905  Gustave Garrigou
- 1906  André Pottier
- 1907  André Pottier
- 1908  Wirth
- 1909–1922 nicht ausgetragen
- 1923  Antonin Magne
- 1924  Julien Goujon
- 1925  Julien Goujon
- 1926  Julien Goujon
- 1927 ?
- 1928 ?
- 1929 ?
- 1930 ?
- 1931 ?
- 1932 ?
- 1933 ?
- 1934  Mauritz Oplinus
- 1935  Michel Catteeuw
- 1936 ?
- 1937 ?
- 1938  Armand Le Moal